# إريكا سوتون
إريكا سوتون (بالإنجليزية: Erika Sutton)‏ (4 فبراير 1987 بأرفادا في الولايات المتحدة - ) هي لاعبة كرة قدم أمريكية في مركز الدفاع. لعبت مع بوسطن بريكرز ووسترن نيويورك فلاش وSoccerPlus Connecticut ‏.

## وصلات خارجية
- إريكا سوتون على موقع Soccerway.com (الإنجليزية)